# شهرستان هنکاک (کنتاکی)
شهرستان هنکاک، کنتاکی (به انگلیسی: Hancock County, Kentucky) یک شهرستان در ایالات متحده آمریکا است که در کنتاکی واقع شده‌است.